# Металлофоны

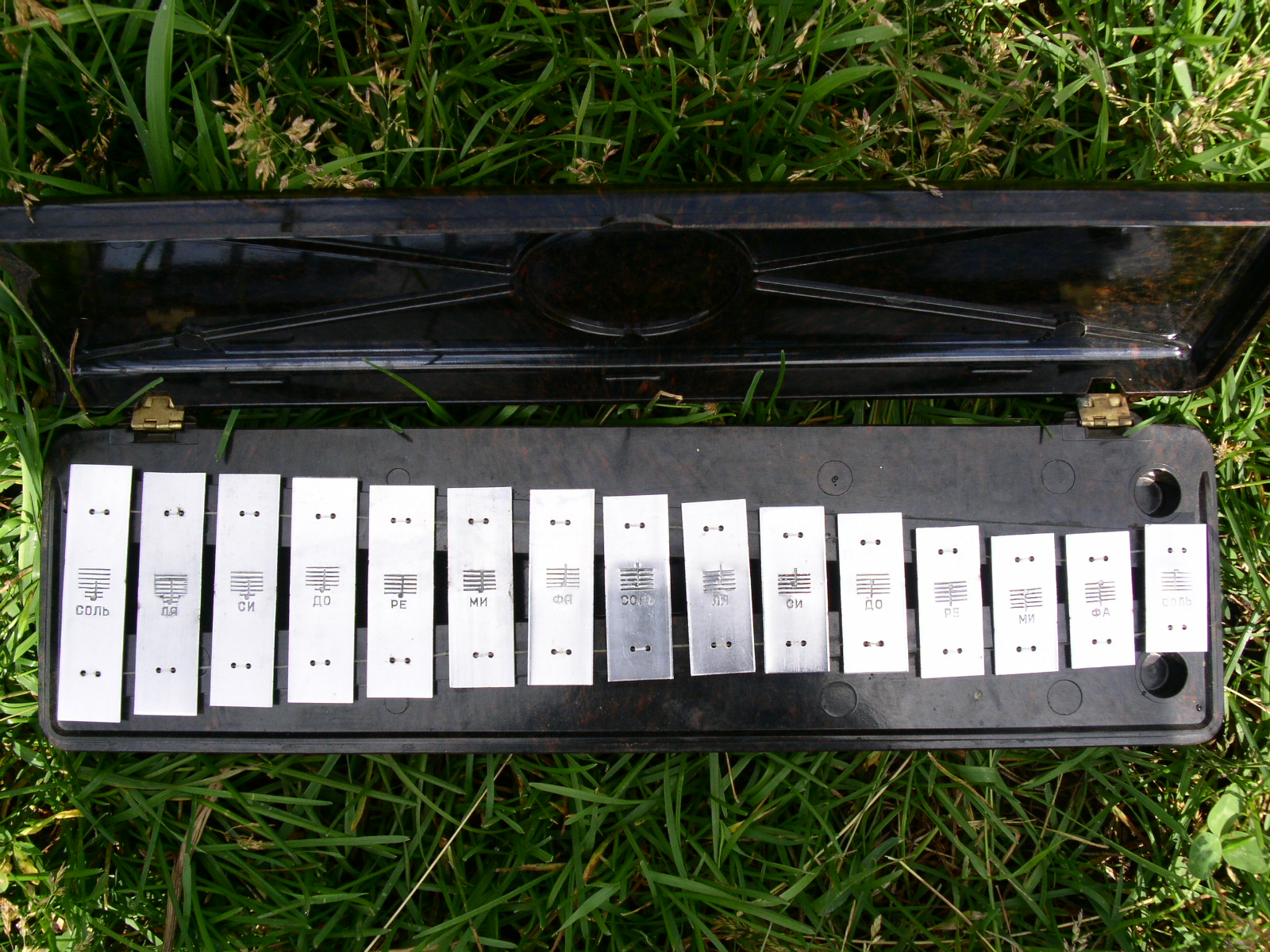
Детский диатонический металлофон

Металлофоны — название группы ударных музыкальных инструментов, источником звука в которых является их упругое металлическое тело, например:
- С неопределённой высотой звучания: тарелки, бубенцы, треугольник, гонг тамтам, било, бар чаймс.
- С определённой высотой звучания: колокол, поющая чаша.
- С набором звуков разной высоты: глюкофон, ханг, стальной барабан.

Также металлофоном называется конкретный музыкальный инструмент в виде набора узких металлических пластин, уложенных в ряд на раму, и звучащих по нотам равномерно темперированного строя. Подобной конструкцией обладают колокольчики и вибрафон. Аналогичные инструменты с деревянными пластинами — ксилофон и маримба. Играют на таких инструментах специальными палочками-колотушками.
Металлофоны являются частью некоторых более сложных музыкальных инструментов, таких как челеста и карильон.